# Algeria ai Giochi della XXVII Olimpiade
L'Algeria partecipò ai Giochi della XXVII Olimpiade, svoltisi a Sydney, Australia, dal 15 settembre al 1º ottobre 2000, con una delegazione di 47 atleti impegnati in dieci discipline.

## Medaglie
| Medaglia | Atleta              | Sport            | Evento                 |
| -------- | ------------------- | ---------------- | ---------------------- |
| Oro      | Nouria Mérah-Benida | Atletica leggera | 1500 m femminili       |
| Argento  | Ali Saïdi-Sief      | Atletica leggera | 5000 m femminili       |
| Bronzo   | Abderrahmane Hammad | Atletica leggera | Salto in alto maschile |
| Bronzo   | Djabir Saïd-Guerni  | Atletica leggera | 800 m femminili        |
| Bronzo   | Mohamed Allalou     | Pugilato         | Pesi super leggeri     |